# Bundesanzeiger
«Бундесанцайгер» (Bundesanzeiger - рус. Федеральный вестник) - газета Федерального правительства ФРГ. Выпускается пять раз в неделю (до 1 апреля 2012 года - четыре раза в неделю), включая некоторые выходные или праздничные дни. Состоит из официальной части, неофициальной части и судебной части. Тиражирование её (совместно с вестником Европейского союза) осуществляется типографиями принадлежащими обществу с ограниченной ответственностью «Бундесанцайгер Ферлаг» (Bundesanzeiger Verlag GmbH), основанному вместе с газетой, частично приватизированное в 1998 году и полностью приватизированное в 2006 году, сегодня полностью принадлежащее медиагруппе M. DuMont Schauberg. В здания издательства в Кёльне расположена и редакция неофициальной части, редакция официальной части в здании Министерства юстиции ФРГ.

## История
Выпускается с 24 сентября 1949 года. С 2002 года существует также интернет-версия - электронный Бундесанцайгер (elektronischen Bundesanzeigers, eBAnz), до появления которого газета также была обязательным листом публикации для судебных и других уведомлений, для всех записей в торговом реестре, а также для требуемых по закону публикаций годовой финансовой отчетности и подачи уведомлений компаний.